# Кофмен (Техас)
Кофмен (англ. Kaufman) — город в США, расположенный в северо-восточной части штата Техас, административный центр одноимённого округа. По данным переписи за 
2010 год число жителей составляло 6703 человека, по оценке Бюро переписи США в 2016 году в городе проживал 7181 человек.

## История
Первоначально территория была заселена индейцами кэддо, чероки, команчи, делавары и кикапу. Первые колонисты приехали в регион из Миссисипи под руководством Уильяма Кинга. Кинг купил 
2,5 квадратные мили земли и построил на холме крепость. В честь Кинга были названы опорный пункт местного гарнизона и ручей неподалёку. Постепенно вокруг форта появилось поселение, получившее название Кингсборо.
В 1846 году Кингсборо вошёл в состав созданного округа Хендерсон. Уже в 1848 году часть округа была выделена в отдельное образование с названием округ Кофмен в честь политика и дипломата Дэвида Кауфмана (Кофмена). В 1849 году было открыто почтовое сообщение, а три года спустя Кингсборо стал административным центром округа и переименован в Кофмен. В 1860 году заработала первая еженедельная газета Kaufman Star. В 1872 году город получил устав, однако из-за протеста против Реконструкции Юга голосование на руководящие должности в 1870-х годах не проводилось. В 1881 году город повторно начал формирование органов местного управления, тогда же в город пришла железная дорога Texas Trunk, а спустя два года была построена линия Texas Central Railroad. Пересечение двух дорог позволило Кофмену стать важным транспортировочным центром для фермеров региона. К 1900 году в городе работало два банка, три газеты, четыре церкви, две школы и 60 предприятий.
Во время Второй мировой войны неподалёку от города находился лагерь для военнопленных из Германии, носивший то же имя, что и город

## География
Кофмен находится в центральной части округа, его координаты: 32°34′40″ с. ш. 96°18′43″ з. д..
Согласно данным бюро переписи США, площадь города составляет около 22,1 км2, из которых 21,6 км2 занято сушей, а чуть менее 0,5 км2 — водная поверхность.

### Климат
Согласно классификации климатов Кёппена, в Кофмене преобладает влажный субтропический климат (Cfa).
| Показатель                    | Янв.  | Фев.  | Март  | Апр. | Май  | Июнь | Июль | Авг. | Сен. | Окт. | Нояб. | Дек.  | Год   |
| ----------------------------- | ----- | ----- | ----- | ---- | ---- | ---- | ---- | ---- | ---- | ---- | ----- | ----- | ----- |
| Абсолютный максимум, °C       | 32,8  | 35,6  | 33,9  | 37,8 | 40   | 42,2 | 44,4 | 45   | 43,3 | 38,9 | 32,2  | 31,1  | 45    |
| Средний суточный максимум, °C | 13,1  | 15,4  | 20    | 24,5 | 28,4 | 32,9 | 35,2 | 35,8 | 32,1 | 26,4 | 19,6  | 14,3  | 24,8  |
| Средняя температура, °C       | 7,1   | 9,2   | 13,5  | 18,1 | 22,4 | 26,8 | 28,9 | 29,1 | 25,4 | 19,6 | 13,2  | 8,3   | 18,5  |
| Средний суточный минимум, °C  | 1,2   | 3     | 7,1   | 11,7 | 16,6 | 20,8 | 22,7 | 22,4 | 18,9 | 12,7 | 6,7   | 2,3   | 12,2  |
| Абсолютный минимум, °C        | −19,4 | −18,3 | −11,7 | −2,2 | 2,8  | 8,3  | 13,3 | 12,2 | 3,3  | −6,1 | −10   | −19,4 | −19,4 |
| Норма осадков, мм             | 68    | 74    | 82    | 105  | 124  | 88   | 63   | 59   | 83   | 98   | 83    | 85    | 1012  |
| Источник: weatherbase.com     |       |       |       |      |      |      |      |      |      |      |       |       |       |

## Население
Согласно переписи населения 2010 года в городе проживало 6703 человека, было 2300 домохозяйств и 1618 семей. Расовый состав города: 71,4 % — белые, 9,8 % — афроамериканцы, 0,9 % — 
коренные жители США, 0,9 % — азиаты, 0,0 % (2 человека) — жители Гавайев или Океании, 13,6 % — другие расы, 3,5 % — две и более расы. Число испаноязычных жителей любых рас составило 32,6 %.
Из 2300 домохозяйств, в 43,8 % живут дети младше 18 лет. 45,8 % домохозяйств представляли собой совместно проживающие супружеские пары (23,5 % с детьми младше 18 лет), в 18 % домохозяйств женщины проживали без мужей, в 6,5 % 
домохозяйств мужчины проживали без жён, 29,7 % домохозяйств не являлись семьями. В 25 % домохозяйств проживал только один человек, 10,8 % составляли одинокие пожилые люди (старше 65 лет). Средний размер домохозяйства составлял 2,85 человека. Средний размер семьи — 3,42 человека.
Население города по возрастному диапазону распределилось следующим образом: 33,2 % — жители младше 20 лет, 27,3 % находятся в возрасте от 20 до 39, 27,7 % — от 40 до 64, 11,9 % — 65 лет и старше. Средний возраст составляет 32 года.
Согласно данным опросов пяти лет с 2012 по 2016 годы, средний доход домохозяйства в Кофмене составляет 42 344 доллара США в год, средний доход семьи — 50 941 доллар. Доход на душу населения в городе составляет 18 373 доллара. Около 22,3 % семей и 27,1 % населения находятся за чертой бедности. В том числе 35,1 % в возрасте до 18 лет и 15,6 % старше 65 лет.

## Местное управление
Управление городом осуществляется мэром и городским советом, состоящим из 6 человек, избираемых на два года всем городом. Один из членов совета назначается заместителем мэра.
Другими важными должностями, на которые происходит наём сотрудников, являются:
- Сити-менеджер
- Городской секретарь, помощник сити-менеджера
- Финансовый директор

## Инфраструктура и транспорт
Основными автомагистралями, проходящими через Кофмен, являются:
- автомагистраль 175 США идёт с северо-запада от Далласа на юго-восток к Атенсу.
- автомагистраль 34 штата Техас идёт с северо-востока от Гринвилла на юго-запад к городу Эннис.
- автомагистраль 243 штата Техас начинается в Кофмене и идёт на восток к городу Кантону.

Ближайшим аэропортом, выполняющим коммерческие рейсы, является аэропорт Даллас/Лав-Филд. Аэропорт находится примерно в 65 километрах к северо-западу от Кофмена.

## Образование
Город обслуживается независимым школьным округом Кофмен. Помимо общественных школ, в Кофмене функционирует христианская школа Кофмена, в которой ученики могут учиться до 6 класса, и чартерная школа Legacy Academy, обучающая с 6 по 12 класс.
В городе также находится научный медицинский центр общественного колледжа Тринити-Валли (англ. Trinity Valley Community College.

## Экономика
Согласно финансовому отчёту города за 2016 финансовый год, Кофмен владел активами на $46,68 млн, долговые обязательства города составляли $33,48 млн. Доходы  города за 2016 финансовый год составили $10,5 млн, а расходы — примерно $13,17 млн.
Основными работодателями в городе являются:
| Работодатель                        | Число работников |
| ----------------------------------- | ---------------- |
| Округ Кофмен                        | 509              |
| Независимый школьный округ Кофмен   | 492              |
| Walmart                             | 300              |
| Texas Health Presbyterian           | 200              |
| Advanced Tabco                      | 180              |
| Trinity Valley Electric Cooperative | 157              |
| Falcon Steel                        | 143              |
| Abox Packaging                      | 140              |
| Numo Manufacturing                  | 118              |
| Sunflower Nursing Home              | 105              |